# Archiprêtré de La Porcherie
L'archiprêtré de La Porcherie était l'un des 18 archiprêtrés de l'ancien diocèse de Limoges.

## Siège
Au moment de sa dénomination (première mention en 1315), le siège de l'archiprêtré était à La Porcherie.

## Paroisses
Ces paroisses sont présentées dans l'ordre utilisé par les Pouillés de 1315 et 1520 :
1. Vicq-sur-Breuilh
2. L'Eglise-aux-Bois
3. Meuzac
4. Montgibaud
5. Benayes
6. Aubesaigne (La Porcherie)
7. Lamongerie
8. Saint-Vitte-sur-Briance
9. La Faye (Lamongerie)
10. La Porcherie
11. Meilhards
12. Rilhac-Treignac
13. Soudaine (Soudaine-Lavinadière)
14. Treignac
15. Manzannes (Treignac)
16. Veix
17. Lestards
18. Murat (Gourdon-Murat)
19. Pradines
20. Viam
21. Toy-Viam
22. Bonnefond
23. Grandsaigne
24. Saint-Hilaire-les-Courbes
25. Lacelle
26. Saint-Gilles-les-Forêts
27. Chamberet
28. La Croisille-sur-Briance
29. Surdoux
30. Saint-Méard
31. Saint-Germain-les-Belles
32. Glanges
33. Saint-Genest-sur-Roselle
34. Saint-Hilaire-Bonneval
35. Boisseuil

Complément donné par le Pouillé de Nadaud (XVIIIe siècle) :
- Magnac-Bourg
- La Buissière (Lestards)

Chapelles isolées
- Le Mont Cé (Chamberet)
- Sainte Radegonde (Meilhards)
- Mont Gargan (Saint-Gilles-les-Forêts)
- Clédat (Grandsaigne)
- Font Feuille (Saint-Vitte-sur-Briance)

## Espace

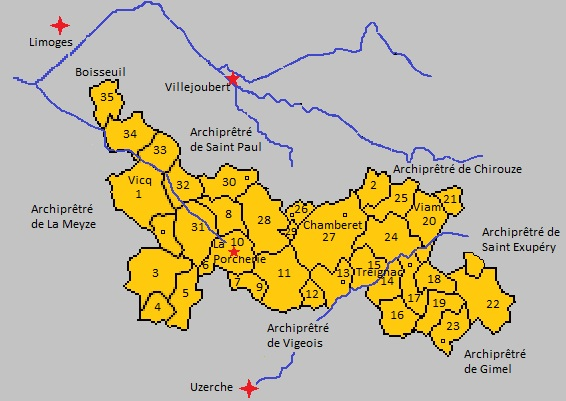
Archiprêtré de La Porcherie 1315 1520

À l'origine, cet archiprêtré englobait tout le territoire au sud de Limoges. De Limoges, on rejoignait le trajet antique nord-sud (Villejoubert-Uzerche) à La Porcherie, en suivant le tracé de la rivière Briance. Cet espace de très grande taille fut ensuite découpé pour s'adapter à l'émergence des abbayes : Beaulieu, Tulle, Uzerche, Vigeois.)